# Lijst van door Belgen gestichte steden in het buitenland
Deze lijst geeft een overzicht van door Belgen gestichte steden en dorpen in het buitenland in de loop van de geschiedenis. Ieder dorp/stad krijgt een korte duiding. Er zouden er meer dan 100 steden vernoemd zijn naar Waterloo; deze dorpen zijn vaak echter niet gesticht door Belgen. Deze lijst bevat enkel steden/dorpen gesticht in het buitenland na de Belgische onafhankelijkheid (na 4 oktober 1830).

## Noord-Amerika

### Verenigde Staten
- Belgique - gesticht door Vlamingen, de naam werd gekozen vanwege het merkbaar aantal dorpen met de naam Belgium. Het stadje bevindt zich in Missouri.
- Belgium - gesticht door Luxemburgers uit België in het jaar 1840, ten tijde toen Luxemburg nog geannexeerd werd door België. (village)[2]
- Belgium - gesticht in Illinois, het merendeel van de migranten waren Belgen en Fransen. (village)[3]
- Namur - gesticht in Wisconsin door Walen.De grote overstroming in Belgique in 1993, waardoor de populatie aanzienlijk daalde.

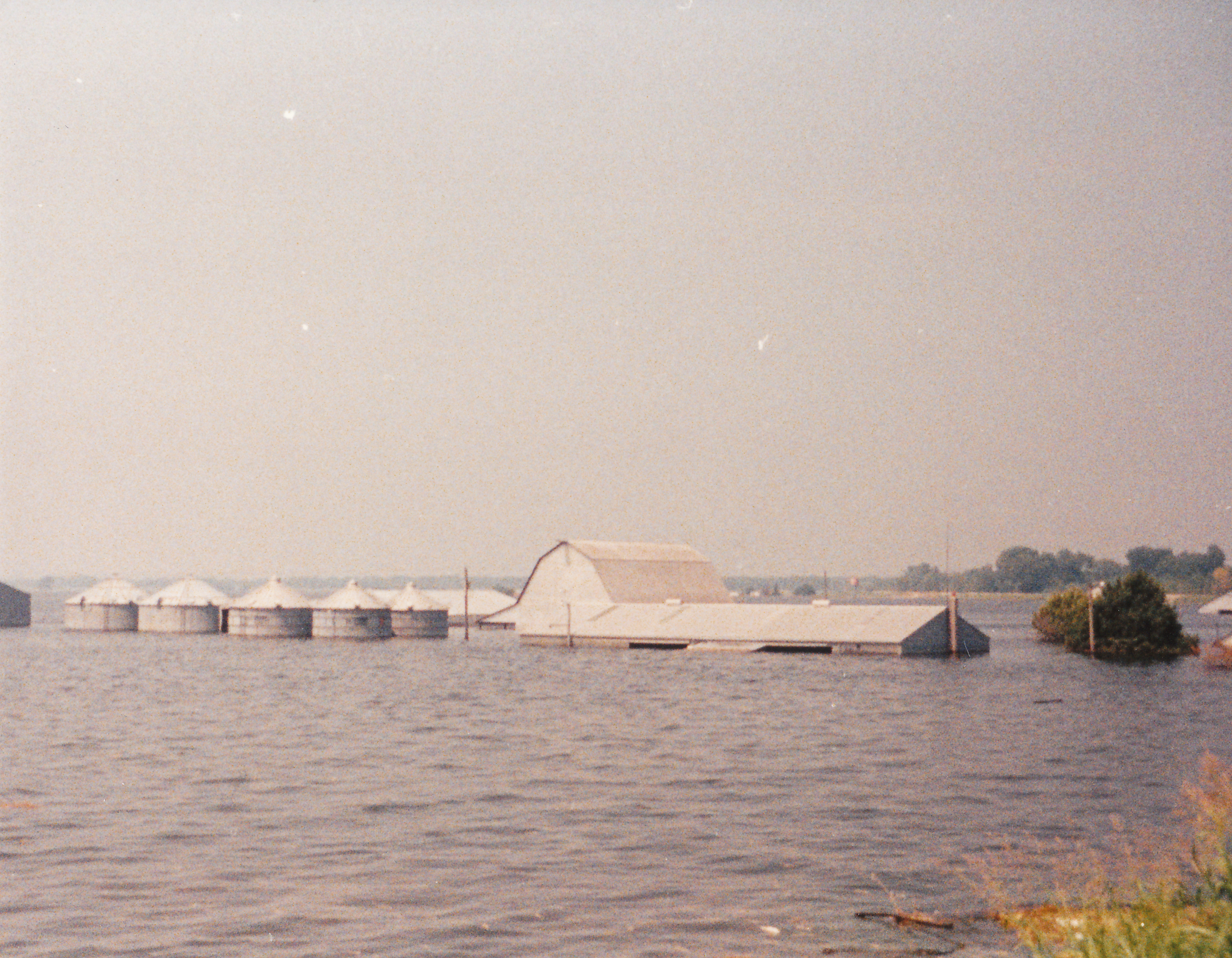
De grote overstroming in Belgique in 1993, waardoor de populatie aanzienlijk daalde.

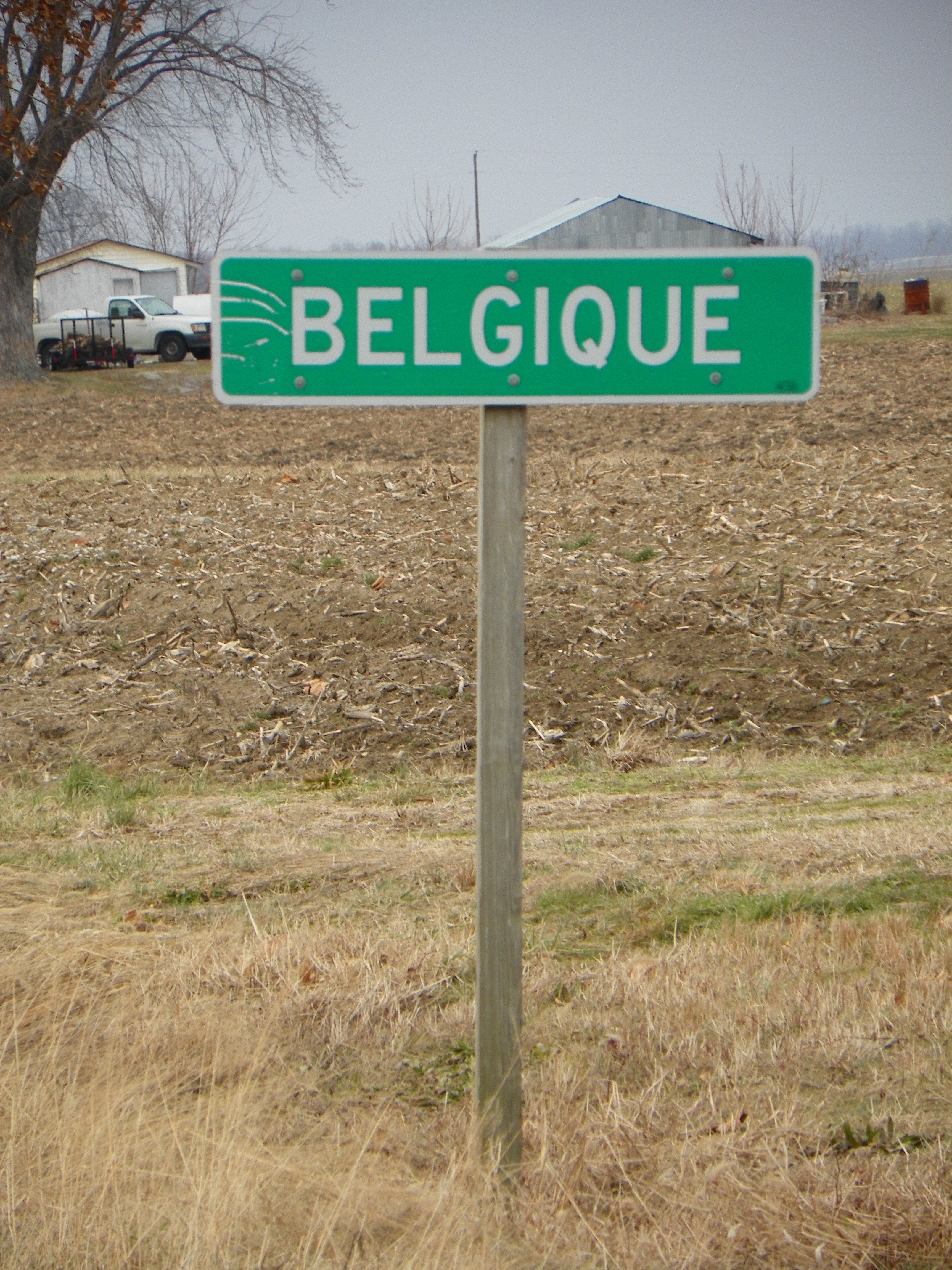
Belgique in Missouri, gesticht door Vlaamse emigranten.

## Oceanië

### Australië
Antwerp (Victoria) - gesticht door George Shaw & Horatio Ellerman, Ellerman vernoemde Antwerp naar zijn geboorteplaats Antwerpen.

## Afrika

### Rwanda
- Astrida, genoemd naar koningin Astrid van België; thans de stad Butare